# Mykołajiwka (hromada Dubowyky)
Mykołajiwka (ukr. Миколаївка) – wieś na Ukrainie, w obwodzie dniepropetrowskim, w rejonie synelnykowskim, w hromadzie Dubowyky. W 2001 liczyła 687 mieszkańców, spośród których 665 wskazało jako ojczysty język ukraiński, 13 rosyjski, 8 ormiański, a 1 inny.